# Jagged Edge (album)
Pour les articles homonymes, voir Jagged Edge.
Albums de Jagged Edge
Hard
(2003) The Hits
(2006)
Jagged Edge est le nom du cinquième album studio du groupe de RnB éponyme Jagged Edge. Dans un premier temps prévu pour la fin de l'année 2005, il sort dans les bacs finalement au milieu de l'année suivante. L'échec du premier single So Amazing dans les charts combiné au téléchargement illégal d'une partie des titres de l'album sont les principales causes de ce retardement. Les ventes de l'album sont correctes pour une année 2006 très dure pour les artistes musicaux en général mais largement en dessous des précédents. 3 singles sont parus pour cet album.

## Liste des titres
1. Intro
2. Ghetto Guitar
3. So High
4. Watch You
5. Hopefully
6. Get a Lil' Bit of This
7. Crying Out (avec Bad Girl)
8. Good Luck Charm
9. Stunnas (avec Jermaine Dupri)
10. So Amazing (avec Julio Voltio)
11. Season's Change (avec John Legend)
12. Questions
13. Sexy American Girls (avec Big Duke)
14. Baby Feel Me
15. Who U Wit?
16. Ass Hypnotic